# Qualificazioni al campionato europeo maschile di calcio 2012 - Gruppo C

## Risultati

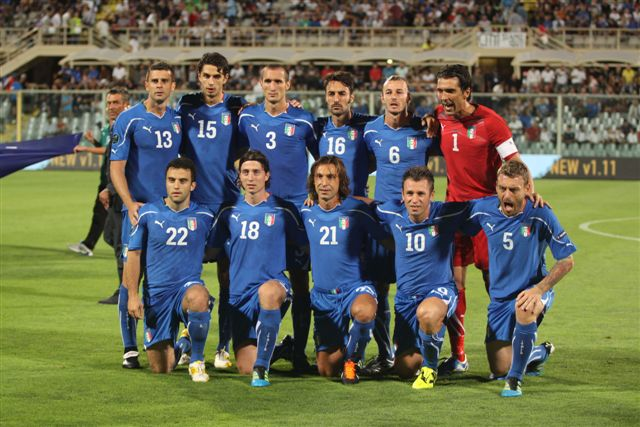
L' scesa in campo contro la il 6 settembre 2011 a Firenze. La formazione azzurra vinse agevolmente il Gruppo C di qualificazione all'Europeo

| Arbitro: | Ante Vučemilović-Šimunović |

|                          |           |                |
| Saag 90+1’ Piiroja 90+3’ | Marcatori | 28’ Edmundsson |

| Arbitro: | Albert Toussaint |

|  |           |                                       |
|  | Marcatori | 14’ Lazović 18’ Stanković 90+1’ Žigić |

| Arbitro: | Carlos Velasco Carballo |

|            |           |                         |
| Zenjov 31’ | Marcatori | 60’ Cassano 63’ Bonucci |

| Arbitro: | Pavel Cristian Balaj |

|  |           |           |
|  | Marcatori | 70’ Evans |

| Arbitro: | Olegário Benquerença |

|           |           |               |
| Žigić 86’ | Marcatori | 63’ Novakovič |

| Arbitro: | Aleksei Kulbakov |

|                                                                   |           |  |
| Gilardino 11’ De Rossi 22’ Cassano 27’ Quagliarella 81’ Pirlo 90’ | Marcatori |  |

| Arbitro: | Maksim Layushkin |

|           |           |                                             |
| Žigić 60’ | Marcatori | 63’ Kink 73’ Vassiljev 90+1’ (aut.) Luković |

| Arbitro: | Stanislav Todorov |

|                                                   |           |                 |
| Matavž 25’ 36’ 65’ Novakovič 72’ (rig.) Dedič 84’ | Marcatori | 90+3’ Mouritsen |

| Belfast 8 ottobre 2010, ore 20:45 CEST | Irlanda del Nord | 0 – 0 referto | Italia | Windsor Park (15 200 spett.)\| Arbitro: \| Tony Chapron \| |
| Arbitro:                               | Tony Chapron     |               |        |                                                            |

| Arbitro: | Cyril Zimmermann |

|           |           |              |
| Holst 60’ | Marcatori | 76’ Lafferty |

| Arbitro: | Tommy Skjerven |

|  |           |                       |
|  | Marcatori | 66’ (aut.) Sidorenkov |

| Genova 12 ottobre 2010, ore 20:50 CEST | Italia        | 3 – 0 referto | Serbia | Stadio Luigi Ferraris\| Arbitro: \| Craig Thomson \| |
| Arbitro:                               | Craig Thomson |               |        |                                                      |

Gara iniziata con 35 minuti di ritardo e successivamente sospesa dopo 6 minuti di gioco. Risultato deciso a tavolino.
| Arbitro: | Felix Brych |

|  |           |                  |
|  | Marcatori | 73’ Thiago Motta |

| Arbitro: | Serge Gumienny |

|                        |           |             |
| Pantelić 65’ Tošić 74’ | Marcatori | 40’ McAuley |

| Belfast 29 marzo 2011, ore 20:45 CEST | Irlanda del Nord | 0 – 0 referto | Slovenia | Windsor Park\| Arbitro: \| Björn Kuipers \| |
| Arbitro:                              | Björn Kuipers    |               |          |                                             |

| Arbitro: | Bas Nijhuis |

|               |           |              |
| Vassiljev 84’ | Marcatori | 38’ Pantelic |

| Arbitro: | Oliver Drachta |

|  |           |                                   |
|  | Marcatori | 29’ Matavz 47’ (aut.) Baldvinsson |

| Arbitro: | Alexandru Dan Tudor |

|                                   |           |  |
| Rossi 21’ Cassano 39’ Pazzini 68’ | Marcatori |  |

| Arbitro: | Antti Munukka |

|                                   |           |  |
| Benjaminsen 43’ (rig.) Hansen 47’ | Marcatori |  |

| Arbitro: | Emir Alecković |

|                                    |           |  |
| Huges 5’ Davis 66’ McCourt 71’ 88’ | Marcatori |  |

| Arbitro: | Thomas Einwaller |

|  |           |              |
|  | Marcatori | 67’ Pantelić |

| Arbitro: | Stephan Studer |

|            |           |                                |
| Matavž 78’ | Marcatori | 29’ (rig.) Vassiljev 81’ Purje |

| Arbitro: | Tamás Bognár |

|  |           |             |
|  | Marcatori | 11’ Cassano |

| Arbitro: | Daniel Stålhammar |

|                                         |           |                    |
| Vunk 28’ Kink 32’ Zenjov 60’ Saag 90+3’ | Marcatori | 40’ (aut.) Piiroja |

| Arbitro: | Arman Amirkhanyan |

|                                       |           |                 |
| Jovanović 6’ Tošić 22’ Kuzmanović 69’ | Marcatori | 37’ Benjaminsen |

| Arbitro: | Svein Oddvar Moen |

|             |           |  |
| Pazzini 85’ | Marcatori |  |

| Arbitro: | Manuel Gräfe |

|           |           |                          |
| Davis 22’ | Marcatori | 77’ (rig.) 84’ Vassiljev |

| Arbitro: | Pedro Proença |

|              |           |              |
| Ivanović 26’ | Marcatori | 2’ Marchisio |

| Arbitro: | Antonio Mateu Lahoz |

|                                    |           |  |
| Cassano 21’ 53’ McAuley 74’ (aut.) | Marcatori |  |

| Arbitro: | Frank De Bleeckere |

|             |           |  |
| Vršič 45+1’ | Marcatori |  |

| Squadra          | P.ti | G  | V | P | S | RF | RS | DR  |
| ---------------- | ---- | -- | - | - | - | -- | -- | --- |
| Italia           | 26   | 10 | 8 | 2 | 0 | 20 | 2  | +18 |
| Estonia          | 16   | 10 | 5 | 1 | 4 | 15 | 14 | +1  |
| Serbia           | 15   | 10 | 4 | 3 | 3 | 13 | 12 | +1  |
| Slovenia         | 14   | 10 | 4 | 2 | 4 | 11 | 7  | +4  |
| Irlanda del Nord | 9    | 10 | 2 | 3 | 5 | 9  | 13 | -4  |
| Fær Øer          | 4    | 10 | 1 | 1 | 8 | 6  | 26 | -20 |

## Classifica marcatori
6 reti
- Antonio Cassano

5 reti
- Konstantin Vassiljev
- Tim Matavž

3 reti
- Marko Pantelić
- Nikola Žigić

2 reti
- Tarmo Kink
- Kaimar Saag
- Sergei Zenjov
- Fróði Benjaminsen
- Giampaolo Pazzini
- Steven Davis
- Patrick McCourt
- Zoran Tošić
- Milivoje Novakovič

1 rete
- Raio Piiroja
- Ats Purje
- Martin Vunk
- Jóan Edmundsson
- Arnbjørn Hansen
- Christian Holst
- Christian Mouritsen
- Leonardo Bonucci
- Daniele De Rossi

- Alberto Gilardino
- Thiago Motta
- Andrea Pirlo
- Fabio Quagliarella
- Giuseppe Rossi
- Claudio Marchisio
- Corry Evans
- Aaron Hughes
- Kyle Lafferty

- Gareth McAuley
- Milan Jovanović
- Zdravko Kuzmanović
- Danko Lazović
- Branislav Ivanović
- Dejan Stanković
- Zlatko Dedič
- Dare Vršič

Autoreti
1:  Aleksandar Luković (pro  Estonia)
1:  Andrei Sidorenkov (pro  Slovenia)
1:  Rógvi Baldvinsson (pro  Slovenia)
1:  Raio Piiroja (pro  Irlanda del Nord)
1:  Gareth McAuley (pro  Italia)